# Ctenucha projecta
Ctenucha projecta là một loài bướm đêm thuộc phân họ Arctiinae, họ Erebidae.